# هورنوسین
هورنوسین (به چکی: Hornosín) یک منطقهٔ مسکونی در جمهوری چک است که در ناحیه ستراکونیتسه واقع شده‌است. هورنوسین ۳٫۴۱ کیلومتر مربع مساحت و ۷۴ نفر جمعیت دارد و ۵۱۰ متر بالاتر از سطح دریا واقع شده‌است.